# Makoto Takimoto
Makoto Takimoto (Iwai, 8 december 1974) is een Japans judoka. Takimoto won de gouden medaille tijdens de Aziatische kampioenschappen judo 1995. Takimoto won in 2000 de bronzen medaille tijdens de Aziatische kampioenschappen judo en de olympische gouden medaille in Sydney.

## Resultaten
- Aziatische kampioenschappen judo 1995 in New Delhi  in het halfmiddengewicht
- Aziatische kampioenschappen judo 2000 in Osaka  in het halfmiddengewicht
- Olympische Zomerspelen 2000 in Sydney  in het halfmiddengewicht

1972: Toyokazu Nomura ·
1976: Vladimir Nevzorov ·
1980: Sjota Chabareli ·
1984: Frank Wieneke ·
1988: Waldemar Legień ·
1992: Hidehiko Yoshida ·
1996: Djamel Bouras ·
2000: Makoto Takimoto ·
2004: Ilias Iliadis ·
2008: Ole Bischof · 
2012: Kim Jae-bum · 
2016: Chasan Chalmoerzajev · 
2020: Takanori Nagase · 
2024: Takanori Nagase
- Virtual International Authority File: 2015154867593860100006